# Precoce de Tours
Precoce de Tours es una variedad cultivar de ciruelo (Prunus domestica), de las denominadas ciruelas europeas.
Una variedad de ciruela antigua descrita por vez primera en Francia en 1768.
Las frutas tienen un tamaño pequeño, color de piel azul oscuro a negro, cubierto de pruina de mediano espesor, y pulpa de color amarillo opaco, bastante jugoso y dulce, con un rico sabor cuando está maduro.

## Sinonimia
- "Early Tours",
- "Damas de Tours",
- "Noire Hâtive",
- "Prune de Gaillon",
- "Violette de Tours".[4]

## Historia
'Precoce de Tours' variedad de ciruela, que Duhamel en 1768 describió como 'Gros Damas de Tours' y 'Gros Noire Hâtive' en la misma publicación, sus descripciones de las tres variedades son casi idénticas. Después de Duhamel, muchas autoridades hortícolas continuaron separando las variedades, pero Downing, Floy-Lindley, y Mathieu dan a Damas de Tours como sinónimo de 'Early Tours', y Thompson, Hogg, Downing, Mathieu, y la "Guía Pratique" dan a 'Noire Hâtive' como sinónimo, mientras Prince mantiene a 'Prune Noire Hâtive' como sinónimo.
La variedad 'Precoce de Tours' está descrita por : 1. Duhamel Trait. Arb. Fr. 2:67, 69. 1768. 2. Kraft Pom. Aust. 2:31, Tab. 177 fig. 2. 1796. 3. Lond. Hort. Soc. Cat. 151. 1831. 4. Prince Pom. Man. 2:64. 1832. 5. Kenrick Am. Orch. 265. 1832. 6. Poiteau Pom. Franc. 1:1846. 7. Floy-Lindley Guide Orch. Gard. 282, 283. 1846. 8. Hogg Fruit Man. 376. 1866. 9. Downing Fr. Trees Am. 937. 1869. 10. Mas Le Verger 6:143. 1866-73. 11. Mathieu Nom. Pom. 443. 1889. 12. Guide Prat. 156, 361. 1895.
'Precoce de Tours' está cultivada en diversos bancos de germoplasma de cultivos vivos, tales como en National Fruit Collection (Colección Nacional de Fruta) de Reino Unido con el número de accesión: 1949 - 067 y Nombre Accesión : Precoce de Tours. Fue introducida en el "Probatorio Nacional de Fruta" para evaluar sus características en 1949.

## Características
'Precoce de Tours' árbol de porte extenso, vigoroso, erguido. Flor blanca, que tiene un tiempo de floración que comienza a partir del 19 de abril con el 10% de floración, para el 27 de abril tiene una floración completa (80%), y para el 3 de mayo tiene un 90% de caída de pétalos.
'Precoce de Tours' tiene una talla de fruto pequeño de forma ovalada, cavidad poco profunda, estrecha, abrupta, sutura indistinta poco profunda; ápice redondeado o ligeramente puntiagudo, con peso promedio de 12.80 g; epidermis tiene una piel gruesa, tierna, que se separa fácilmente, siendo el color de la piel púrpura profunda o negro, cubierto de pruina de medio espesor, punteado de ruginoso / "russetting" numeroso, pequeños, rojizos claros, conspicuos; pedúnculo glabro, con una longitud promedio de 9.94 mm, pubescente, bien adherido al fruto con la cavidad del pedúnculo estrechísima y apenas pronunciada; pulpa de color amarillo opaco, bastante jugoso y dulce, con un rico sabor cuando está maduro.
Hueso algo adherido, irregular y ampliamente ovada, aplanada, áspera, ligeramente comprimida y con cuello en la base, roma o aguda en el ápice, sutura ventral estrecha, alada, fuertemente surcada, sutura dorsal aguda o levemente surcada.
Su tiempo de recogida de cosecha se inicia en su maduración de finales de julio a principios de agosto.

## Usos
Se usa comúnmente como postre fresco de mesa buena ciruela de postre de fines de verano, y muy buena como ciruela culinaria.